# Asahaya asambaddha
Asahaya asambaddha là một loài Trichoptera trong họ Sericostomatidae. Chúng phân bố ở miền Ấn Độ - Mã Lai.